# Nupserha mashona
Nupserha mashona är en skalbaggsart som beskrevs av Stefan von Breuning 1958. Nupserha mashona ingår i släktet Nupserha och familjen långhorningar.
Artens utbredningsområde är Zimbabwe. Inga underarter finns listade i Catalogue of Life.